# 羽衣傳說的回憶
《羽衣傳說的回憶》（日语：羽衣伝説の記憶）是日本推理作家島田莊司的推理小說，為其筆下的偵探吉敷竹史系列的小說。

## 故事概要
在一個小畫廊里，吉敷竹史看到了一個名叫「羽衣傳說」的小小的雕金作品，直覺告訴他這個作品的作者就是他十年前分別的前妻通子。
兩人因通子為救一隻小狗而被車撞倒的事故而相識。之後兩人結婚，六年後兩人分開。為了再見通子一面，吉敷前往作品名字的傳說所指向的靜岡縣，但卻找不到通子。
吉敷在回憶和通子的過去的同時，察覺到通子喜歡的羽衣傳說與現實不尋常地相符：在羽衣傳說中不能結合的凡人與仙女，和自己與通子的境地竟如此相似。吉敷又想起結婚當天，通子哭着說「結婚的話，我會死的」。之後又做出各種奇怪的舉止。
正當吉敷毫無通子下落的頭緒之際，又遇到離奇的殺人事件。嫌疑人聲稱「把她殺死的兇手必須是我」。為了查明真相，吉敷前往天橋立市。在那裡，吉敷意外地和通子相遇。並且解開了通子過去隱藏的一個謎團。

## 登場人物

### 主要角色
吉敷 竹史（Yoshiki Takeshi）
東京搜查一課的刑警。
和妻子離異十年後，在某個小型美術館裡看到了前妻通子的雕金作品，從而勾起了和妻子從相識起的往事……
加納 通子（Kanou Michiko）
吉敷的前妻，兩人離異十年。五年前的「北方夕鶴」事件曾和吉敷相會，之後從吉敷面前消失至今。
如今在天橋立附近獨自開了一家雕金店。

### 案件相關
戶安 一郎（Doyasu Ichirou）

向井 絹代（Mukai Kinuyo）

### 其他
加納 郁夫（Kanou Ikuo）
通子的父親。
加納 德子（Kanou Tokuko）
通子的母親。在通子童年的時候，麻衣子結婚當晚暴斃。吉敷道出了她的死因。
麻衣子（Maiko）
住在加納家的女性，雖體弱多病，但和通子很要好。
在結婚當天上吊自殺。吉敷道出她自殺的真正原因。

## 外部連結
- （日語）http://www.kobunsha.com/shelf/book/isbn/9784334707682 （页面存档备份，存于）
- （繁體中文）豆瓣讀書：羽衣傳說的回憶 （页面存档备份，存于）